# Корпус «Д» ТРТИ
Корпус «Д» ТРТИ — учебно-лабораторное здание Инженерно-технологической академии Южного федерального университета (бывший Таганрогский радиотехнический институт), расположенное в Таганроге на площади Маяковского по адресу пер. Некрасовский, 44.

## История
Строительство пятиэтажного здания корпуса «Д» ТРТИ было начато в 1968 году, одновременно со строительством студенческого общежития № 3, институтской столовой и пятиэтажного дома для профессорско-преподавательского состава, который был построен на улице Чехова напротив корпуса «А». Средства для этого масштабного строительства были выделены Министерством высшего и среднего специального образования СССР.
Место, отведённое для строительства здания корпуса «Д», располагалось на территории площади Маяковского, бывшей Рыбной площади. В петровские времена этот участок находился за пределами Троицкой крепости и был совершенно пустым. Название «Рыбная площадь» появилось потому, что это место облюбовали жившие в южной части Троицкой крепости рыбаки для продажи своих уловов. На момент строительства корпуса «Д» на этом месте находились одноэтажные здания школы № 3 (бывшие церковно-приходские училища, мужское Александровское и женское Екатерининское), а также двухэтажное здание мореходной школы юнг, работавшей с 1930 по 1958 год. При строительстве корпуса «Г» и, позднее, корпуса «Д» эти здания были снесены.
Новый пятиэтажный учебно-лабораторный корпус «Д» был введён в эксплуатацию 21 апреля 1969 года. Блок поточных аудиторий и спортивный зал корпуса «Д» были приняты от строителей 20 мая 1970 года.
Учебные корпуса соединены между собой крытым переходом на уровне третьего этажа корпуса «Г» и третьего этажа корпуса «Д». Из корпуса «Д» галереи вели в блок огромных поточных аудиторий-амфитеатров, в которых читались лекции по математике и физике одновременно 13-14 группам одного факультетского курса.

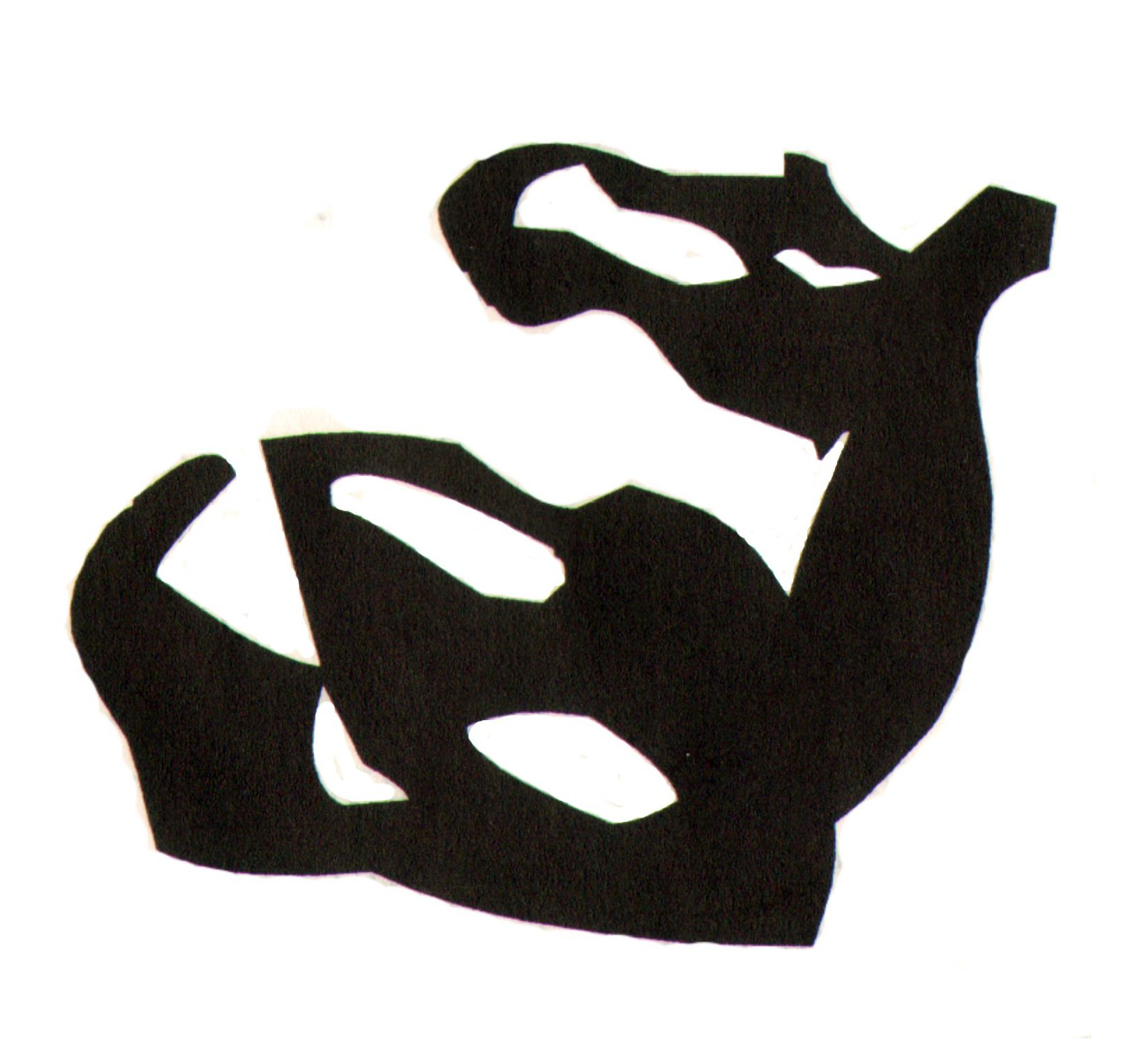
Эмблема «Лосёнок»

При проведении земляных работ во время строительства корпуса «Д» в 1968 году на месте раскопа, среди прочих находок, была обнаружена литая бронзовая фигурка лосёнка, отнесённая учёными к скифскому звериному стилю и датированная предположительно V—IV веком до нашей эры. В 1990 году художник-концептуалист Александр Кисляков предложил использовать образ этого лосёнка для разработки эмблемы ТРТИ и передал руководству института эскизные варианты. Эта идея была позднее реализована уже для реформированного Таганрогского радиотехнического университета. Редизайн эмблемы выполнила архитектурная мастерская «Архиград», в 1994 году эмблема была утверждена, а в 2001 году на неё был получен патент.
В 1974 году на фасаде корпуса «Д» была установлена мемориальная доска с надписью: «Постановлением Совета Министров РСФСР от 23 апреля 1974 года № 253 Таганрогскому радиотехническому институту присвоено имя В. Д. Калмыкова».
На 2013 год в корпусе «Д» располагались: Администрация, бухгалтерия, факультет ЕГФ, Межотраслевой региональный центр повышения квалификации и переподготовки кадров (МРЦПК), кафедры Высшей математики, Теоретических Основ Радиотехники,  Иностранных языков, Летательных аппаратов, Лингвистического образования, Механики, Физики, Физического воспитания, Философии, Химии и экологии, Электротехники и мехатроники.
В апреле 2014 года в корпусе «Д» состоялась встреча инноваторов с экспертами федеральных институтов развития и инвесторами в рамках проведения роуд-шоу Russian StartUp Tour, организованному Фондом «Сколково», ОАО «РВК», ОАО «РОСНАНО» при поддержке Правительства Российской Федерации[значимость факта?].
16 ноября 2014 года была торжественно открыта установленная у входа в корпус «Д» мемориальная доска, посвященная памяти первого ректора ЮФУ Владислава Георгиевича Захаревича.